# Alan Parker
Alan William Parker (Londen, 14 februari 1944 – 31 juli 2020) was een Brits filmregisseur, scriptschrijver en filmproducent.

## Filmografie
- Melody (1971)
- The Evacuees (1974)
- Bugsy Malone (1976)
- Midnight Express (1978)
- Fame (1980)
- Shoot the Moon (1982)
- The Wall (Pink Floyd) (1982)
- Birdy (1984)
- Angel Heart (1987)
- Mississippi Burning (1988)
- Come See the Paradise (1990)
- The Commitments (1991)
- The Road to Wellville (1994)
- Evita (1996)
- Angela's Ashes (Nederlands: De as van mijn moeder (film)) (1999)
- The Life of David Gale (2003)

Zelf is hij te zien in de documentaires Typically British (1995) en Stanley Kubrick: A life in pictures (2001).

## Prijzen
Parkers films wonnen vijf Academy Awards met Bugsy Malone, Midnight Express en The Commitments. Zelf werd hij genomineerd als Beste Regisseur voor Midnight Express en Mississippi Burning. Ook kreeg hij drie Golden Globe-nominaties en won hij vijf BAFTA's. Met Birdy won hij in 1985 de Juryprijs van het Filmfestival van Cannes. Vijf van zijn films dongen mee naar een Gouden Palm.
- Bibsys: 90098809
- Biblioteca Nacional de Chile: 000076895
- Biblioteca Nacional de España: XX911139
- Bibliothèque nationale de France: cb12106488d (data)
- Catàleg d'autoritats de noms i títols de Catalunya: 981058515465906706
- CiNii: DA06438933
- Gemeinsame Normdatei: 11926546X
- International Standard Name Identifier: 0000 0001 1881 1520
- Library of Congress Control Number: n77016167
- Nationale Bibliotheek van Letland: 000181898
- MusicBrainz: 6fe210dc-84ee-4b60-bacf-9645abf1cd34
- Bibliotheek van het Japanse parlement: 00452138
- Nationale Bibliotheek van Tsjechië: pna2005261936
- Nationale bibliotheek van Australië: 35807601
- Nationale Bibliotheek van Israël: 987007445195405171
- Nationale Bibliotheek van Polen: a0000002353230
- Nederlandse Thesaurus van Auteursnamen: 069960348
- Réseau des bibliothèques de Suisse occidentale: 02-A012317423
- Istituto Centrale per il Catalogo Unico: SBLV301429
- Système universitaire de documentation: 087881462
- Trove: 1096471
- Virtual International Authority File: 295316985
- WorldCat: E39PBJyh8kDvrdkdvqp76qDjG3